# Köklüce, Tuzlukçu
Köklüce là một xã thuộc huyện Tuzlukçu, tỉnh Konya, Thổ Nhĩ Kỳ. Dân số thời điểm năm 2011 là 252 người.